# اچ‌ام‌اس کلوزئوس (۱۸۰۳)
اچ‌ام‌اس کلوزئوس (۱۸۰۳) (به انگلیسی: HMS Colossus (1803)) یک کشتی بود که طول آن ۱۸۰ فوت (۵۵ متر) بود. این کشتی در سال ۱۸۰۳ ساخته شد.